# Рисувай или прави любов
„Рисувай или прави любов“ (на френски: Peindre ou faire l'amour) е френски филм от 2005 година, драма на режисьорите Арно и Жан-Мари Ларийо по техен собствен сценарий.
В центъра на сюжета е заможна двойка на средна възраст, която купува къща в провинцията и постепенно влиза в приятелски, а след това и сексуални отношения с по-младите си съседи. Главните роли се изпълняват от Сабин Азема, Даниел Отьой, Амира Казар, Сержи Лопес.
„Рисувай или прави любов“ е номиниран за наградата „Златна палма“.